# HD 151627
HD 151627，又名BD+13 3225，SAO 102393、HR 6239，是一颗恒星，视星等为6.35，位于銀經31.7，銀緯33.39，其B1900.0坐标为赤經16h 43m 32.2s，赤緯+13° 33.39′ 4″。